# 本·斯泰因
本·斯泰因（英語：Benjamin Jeremy "Ben" Stein，1944年11月25日—），美國作家、律師、演員、政治經濟議題名嘴。他出生在華盛頓哥倫比亞特區，父親是總統顧問。斯泰因曾是美國總統理查·尼克松和杰拉德·福特的演講稿撰稿人並因此成名。之後他轉進娛樂領域，成為一個著名演員和主持人。斯泰因現仍經常發表對時事的評論。

## 外部連結
- Ben Stein on "Politicking with Larry King"  （页面存档备份，存于）